# النائب العام الإندونيسي

شعار الادعاء العام الإندونيسي

النائب العام الإندونيسي هي السلطة المختصة لتقديم المشورة إلى حكومة إندونيسيا بشأن المسائل القانونية. يمثل النائب العام الحكومة في المحكمة العليا في إندونيسيا، وهو مسؤول على مستوى مجلس الوزراء. المكتب ليس جزءًا من وزارة العدل، حيث أن مجلس الوزراء لديه قسم خاص بالقانون وحقوق الإنسان مع وزير مستقل للقانون وحقوق الإنسان، حول المزيد من المسائل الفنية وصنع اللوائح بدلاً من تنفيذ أمر المحكمة العليا.
المدعي العام هو أيضا محام عام. وبالتالي يمكن للمدعي العام تمثيل الحكومة في المحكمة العليا. يتمتع النائب العام بسلطة توجيه الاتهام إلى الخارجين على القانون والمخالفين ومحاكمتهم. حددت المحكمة الدستورية الإندونيسية مدة ولاية النائب العام في عام 2010 لتكون متزامنة مع مدة ولاية رئيس إندونيسيا. المدعي العام الحالي لإندونيسيا سانيطار برهان الدين الذي تولى منصبه في أكتوبر 2019.